# Communauté d'agglomération de Loire Forez
Pour les articles homonymes, voir CALF.
Ne doit pas être confondu avec Communauté d'agglomération Loire Forez.
La communauté d'agglomération de Loire Forez (CALF) est une ancienne communauté d'agglomération française, située dans le département de la Loire et la région Auvergne-Rhône-Alpes.

## Historique
La communauté d'agglomération est créée le 5 novembre 2003, provoquant la dissolution de la communauté de communes Forez Sud (Boisset-lès-Montrond, Bonson, Chambles, Craintilleux, L'Hôpital-le-Grand, Périgneux, Saint-Cyprien, Saint-Just-Saint-Rambert, Saint-Marcellin-en-Forez, Sury-le-Comtal, Unias et Veauchette). 
Le 1er janvier 2016, à la suite de l'union de Jeansagnière avec Chalmazel pour former la commune nouvelle de Chalmazel-Jeansagnière, l'intercommunalité s’agrandit.
En 2010, est construit l'hôtel de Loire-Forez, nouvel hôtel de la communauté d'agglomération Loire-Forez localisé à Montbrison, avec toiture terrasse végétalisée et chaudière bois.
Le 1er janvier 2017, elle fusionne avec la communauté de communes du Pays d'Astrée, la communauté de communes des Montagnes du Haut Forez et une partie de la communauté de communes du Pays de Saint-Bonnet-le-Château (14 communes, les communes d'Aboën, Rozier-Côtes-d'Aurec, Saint-Maurice-en-Gourgois et Saint-Nizier-de-Fornas rejoignant Saint-Étienne Métropole) pour constituer la communauté d'agglomération Loire Forez.

## Territoire communautaire

### Composition
Elle était composée des communes suivantes  :
| Nom                       | Code Insee | Gentilé           | Superficie (km2) | Population (dernière pop. légale) | Densité (hab./km2) |
| ------------------------- | ---------- | ----------------- | ---------------- | --------------------------------- | ------------------ |
| Montbrison (siège)        | 42147      | Montbrisonnais    | 16,33            | 15 689 (2014)                     | 961                |
| Bard                      | 42012      | Bardois           | 13,78            | 647 (2014)                        | 47                 |
| Boisset-lès-Montrond      | 42020      | Boissetaires      | 8,01             | 1 137 (2014)                      | 142                |
| Boisset-Saint-Priest      | 42021      | Groles ou Ayasses | 18,28            | 1 202 (2014)                      | 66                 |
| Bonson                    | 42022      | Bonsonnais        | 5,15             | 3 769 (2014)                      | 732                |
| Chalain-d'Uzore           | 42037      | Chalinois         | 8,03             | 538 (2014)                        | 67                 |
| Chalain-le-Comtal         | 42038      | Chalainois        | 18,36            | 708 (2014)                        | 39                 |
| Chalmazel-Jeansagnière    | 42039      |                   | 53,39            | 452 (2014)                        | 8,5                |
| Chambles                  | 42042      | Chamblous         | 18,90            | 976 (2014)                        | 52                 |
| Champdieu                 | 42046      | Champdieulats     | 18,20            | 1 824 (2014)                      | 100                |
| Châtelneuf                | 42054      | Castelnevins      | 8,48             | 313 (2014)                        | 37                 |
| Chazelles-sur-Lavieu      | 42058      | Chazellards       | 9,85             | 293 (2014)                        | 30                 |
| Craintilleux              | 42075      | Craintillois      | 8,22             | 1 233 (2014)                      | 150                |
| Écotay-l'Olme             | 42087      | Écotayiens        | 6,52             | 1 245 (2014)                      | 191                |
| Essertines-en-Châtelneuf  | 42089      | Essertinois       | 15,20            | 682 (2014)                        | 45                 |
| Grézieux-le-Fromental     | 42105      | Grézolois         | 10,31            | 183 (2014)                        | 18                 |
| Gumières                  | 42107      | Gumièrois         | 16,12            | 322 (2014)                        | 20                 |
| L'Hôpital-le-Grand        | 42108      | Hospitaliers      | 12,86            | 998 (2014)                        | 78                 |
| Lavieu                    | 42117      | Lavuëns           | 4,45             | 110 (2014)                        | 25                 |
| Lérigneux                 | 42121      |                   | 9,76             | 150 (2014)                        | 15                 |
| Lézigneux                 | 42122      | Lézignolais       | 15,04            | 1 691 (2014)                      | 112                |
| Magneux-Haute-Rive        | 42130      | Magneulats        | 12,56            | 532 (2014)                        | 42                 |
| Margerie-Chantagret       | 42137      |                   | 7,71             | 797 (2014)                        | 103                |
| Mornand-en-Forez          | 42151      | Mornandais        | 21,60            | 387 (2014)                        | 18                 |
| Palogneux                 | 42164      | Palognas          | 7,01             | 79 (2014)                         | 11                 |
| Périgneux                 | 42169      | Pérignois         | 32,00            | 1 448 (2014)                      | 45                 |
| Pralong                   | 42179      | Pralonais         | 8,03             | 873 (2014)                        | 109                |
| Précieux                  | 42180      | Prescussériens    | 16,29            | 1 028 (2014)                      | 63                 |
| Roche-en-Forez            | 42188      | Rochelois         | 23,33            | 268 (2014)                        | 11                 |
| Saint-Bonnet-le-Courreau  | 42205      |                   | 50,18            | 711 (2014)                        | 14                 |
| Saint-Cyprien             | 42211      | Cypriennois       | 7,28             | 2 417 (2014)                      | 332                |
| Saint-Georges-en-Couzan   | 42227      | Saint-Georgiens   | 23,64            | 437 (2014)                        | 18                 |
| Saint-Georges-Haute-Ville | 42228      |                   | 9,63             | 1 379 (2014)                      | 143                |
| Saint-Just-en-Bas         | 42247      | Saint-Justois     | 20,95            | 296 (2014)                        | 14                 |
| Saint-Just-Saint-Rambert  | 42279      | Pontrambertois    | 40,63            | 14 448 (2014)                     | 356                |
| Saint-Marcellin-en-Forez  | 42256      | Marcellinois      | 31,09            | 4 587 (2014)                      | 148                |
| Saint-Paul-d'Uzore        | 42269      |                   | 9,51             | 155 (2014)                        | 16                 |
| Saint-Romain-le-Puy       | 42285      | Romanais          | 21,14            | 3 854 (2014)                      | 182                |
| Saint-Thomas-la-Garde     | 42290      | Thomasiens        | 3,41             | 590 (2014)                        | 173                |
| Sauvain                   | 42298      | Sauvagnards       | 30,23            | 381 (2014)                        | 13                 |
| Savigneux                 | 42299      | Savignolais       | 19,19            | 3 432 (2014)                      | 179                |
| Sury-le-Comtal            | 42304      | Suriquois         | 24,18            | 6 226 (2014)                      | 257                |
| Unias                     | 42315      | Uniassiens        | 5,37             | 429 (2014)                        | 80                 |
| Veauchette                | 42324      | Veauchetaires     | 7,54             | 1 171 (2014)                      | 155                |
| Verrières-en-Forez        | 42328      | Verriériens       | 21,17            | 680 (2014)                        | 32                 |

## Administration

### Siège
Le siège de la communauté d'agglomération était situé à Montbrison.

### Présidence
- 2004-2008 : Corinne Richard, conseillère municipale de Sury le Comtal, ancienne présidente de la Communauté de communes de Forez Sud [3],
- 2008-2016 : Alain Berthéas, conseiller municipal de la majorité à Saint-Just-Saint-Rambert[4].

## Pour approfondir